# 黃齊賢 (萬曆進士)
黃齊賢（1550年—1605年），字仕思，號玉梁，浙江紹興府山陰縣人，民籍，明朝政治人物。

## 生平
隆慶四年（1570年）庚午科浙江鄉試第二十二名，萬曆八年（1580年）庚辰科會試第四十二名，登三甲第一百六十八名進士。大理寺觀政，本年授衡州府推官，十五年升刑部主事，十七年丁憂归乡。二十一年复除本部，二十二年升员外郎，本年升郎中，二十三年差湖广恤刑，二十六年升湖广左参议，三十二年补广西右参议，三十三年卒。

## 家族
曾祖黃琳；祖父黃舜用；父黃紱。母高氏。